# タムズオン県
タムズオン県（タムズオンけん、ベトナム語：Huyện Tam Dương / 縣三陽?）は、ベトナム社会主義共和国ヴィンフック省の県である。面積は107.13km²、人口は101,624人（2018年）である。